# Cheerleaders
Cheerleaders ist ein US-amerikanischer Pornofilm von Digital Playground aus dem Jahr 2008. Der Film zählt zusammen mit Babysitters und Nurses zu einer Reihe von Filmen des Regisseurs Robby D., welche die durch den Titel bezeichnete sexuelle Fantasie zum Gegenstand haben. Der Film wurde bei den AVN Awards 2008 unter anderem in den Kategorien „meistverkaufter Titel“ und „meistgeliehener Titel“ ausgezeichnet und gehört damit zu den erfolgreichsten Produktionen des Jahres 2008.

## Handlung
Der Film beginnt mit einer Gruppe von Cheerleadern in einer Umkleidekabine, wo die Cheerleader Wahrheit oder Pflicht spielen. Memphis Monroe befragt Jesse Jane, ob sie mit ihrem Freund Manuel Ferrara rumgemacht hat oder nicht, und nachdem Jesse Jane eine Softcore-Variante von ihrer Begegnung mit Ferrara erzählt hat, entscheidet sie sich, auch die Hardcore-Variante zu erzählen, welche zur ersten erotischen Szene führt.
Es stellt sich jedoch bald heraus, dass Jesse nicht die Einzige ist, die Dinge getan hat, die sie nicht tun sollte. Jesse zeigt den anderen eine Website, auf der Videomaterial über Memphis in einem Dreier gepostet wurden. Dann wird zum Dreh dieser Szene zurückgeblendet, bei der Erik Everhard und Mick Blue sich mit Memphis Monroe vergnügen. Bei der Rückkehr von der Blende in die Umkleidekabine beginnen sich Jesse und Memphis zu küssen.
In der nächsten Szene spielt Shawna Lenee eine Jungfrau, die ihre Cheerleader-Kollegin Adrianna Lynn zu Besuch hat. Adriannas Freund, Johnny Sins, liegt noch nackt im Bett, und bald entwickelt sich ein Flotter Dreier.
Die nächste Szene findet in einem Klassenzimmer statt, wo Tommy Gunn als Lehrer zu sehen ist, und Camryn Kiss, Alexis Texas, Shay Jordan, James Deen und Johnny Sins spielen alle Studenten, die unter Arrest stehen. Shay und Johnny sowie Camryn und James kommen sich jeweils näher, und Alexis verführt den Lehrer.
In der nächsten Szene sieht man Stoya und Brianna Love mit Manuel Ferrara in einem Studiensaal bei einem Dreier.
Der Film endet in der Umkleidekabine mit allen Cheerleadern und einer Lesben-Orgie. In dieser Szene sind Jesse Jane, Sophia Santi, Stoya, Adrianna Lynn, Shay Jordan, Priya Rai, Lexxi Tyler, Brianna Love und Memphis Monroe zu sehen.

## Auszeichnungen
- 2008: AVN Award - Best Vignette Release
- 2008: AVN Award - Best All-Girl Group Sex Scene
- 2008: AVN Award - Top Renting Title of the Year
- 2008: AVN Award - Top Selling Title of the Year
- Der Film war in fünf weiteren Kategorien nominiert.
- 2008: Adult DVD Empire Award - Best DVD Video Quality
- 2009: XRCO Award - Best Release

## Wissenswertes
- Die Veröffentlichung des Films wurde am 20. März 2008 angekündigt.[1]
- Der Film wurde als erster Pornofilm gleichzeitig auf DVD und als Blu-ray Disc veröffentlicht.[1]
- Der Film ist der dritte Titel von Digital Playground, der die Auszeichnungen „Top Renting Title of the Year“ und „Top Selling Title of the Year“ im selben Jahr erreichen konnte. Island Fever gewann die Auszeichnungen im Jahr 2001 und der Film Pirates im Jahr 2006.
- Stoya verstauchte sich nach eigenen Angaben beim Dreh der Orgienszene die Zunge.[1]